# Габрилович, Осип Соломонович
Осип Соломонович Габрилович (26 января [7 февраля] 1878, Санкт-Петербург — 14 сентября 1936, Детройт) — американский пианист и дирижёр.

## Биография
Родился в Санкт-Петербурге в семье врача (по другим данным кандидата права) Соломона Осиповича (Зельмана Иосифовича) Габриловича (1827—?) и его жены Розы Сегал. Дед — Иосиф Берлович Габрилович (1802—1885), уроженец Россиен и выпускник Санкт-Петербургской медико-хирургической академии, провизор, купец 3-й гильдии.
Учился фортепиано и композиции в Санкт-Петербургской консерватории у Антона Рубинштейна (1888—1894), Анатолия Лядова, Александра Глазунова, Николая Метнера и других. После окончания (1894), провёл два года в Вене, занимаясь фортепиано у Теодора Лешетицкого. С 1910 по 1914 год был дирижёром Оркестра Мюнхенского музыкального общества. В 1917 году был арестован в Мюнхене. Благодаря вмешательству Эудженио Пачелли (будущего Римского Папы Пия XII) Габрилович был освобождён и, через Швейцарию, выехал в США.
Обосновавшись в Америке, в 1918 году был назначен музыкальным директором Детройтского симфонического оркестра, сохраняя карьеру концертирующего пианиста. Принимая предложение работать дирижёром, одним из условий поставил открытие нового зала для выступлений оркестра, что послужило основанием для создания Orchestra Hall.
В 1909 году женился на дочери Марка Твена Кларе Клеменс, певице. В семье была единственная дочь Нина (1910—1964), страдавшая от алкоголизма и не оставившая потомков.
Габрилович написал небольшое количество работ, преимущественно небольшие произведения  для собственной игры на фортепиано. Скончался в Детройте, похоронен с Кларой Клеменс и её отцом на семейном участке Langdon кладбища Вудлаун в городе Элмайра (Elmira) штата Нью-Йорк.
Среди учеников — дирижёр Гавриил Юдин (сын троюродной сестры О. С. Габриловича).

## Семья
- Брат — Артур Соломонович Габрилович (1867—?), присяжный поверенный и музыкальный критик, с 1895 года издавал «Музыкальный календарь».
- Брат — Григорий Семёнович Габрилович (1863—?), музыкальный критик, издавал еженедельную музыкальную газету «Russlands Musik-Zeitung» (1894—1895); доверенный Санкт-Петербургско-Азовского коммерческого банка[3].
- Дядя — Евгений (Исаак) Осипович Габрилович (1837—1918), врач (акушер и гинеколог), гомеопат[4].
  - Двоюродные братья и сестра — Николай Евгеньевич Габрилович (1865—1941), врач-гомеопат, председатель Российского общества врачей-гомеопатов и заведующий гомеопатической больницей имени Александра II в Санкт-Петербурге, вице-президент Международной гомеопатической лиги; Леонид (Леон) Евгеньевич Габрилович (Галич) (1878—1953), критик, поэт, философ и публицист; Борис Матвеевич Шаскольский, провизор и купец 2-й гильдии[5]; Ольга Евгеньевна Габрилович (1879—?), первая женщина магистр фармации в России (1906)[6], с 1925 года во Франции.
- Дядя — Густав Осипович (Гирш Иосифович) Габрилович, доктор фармации, владелец Петровской аптеки в доме Коровина в Москве; его сын — Осип Густавович Габрилович (1871—1946), магистр фармации; внук — Евгений Иосифович Габрилович, писатель и драматург.
- Прочие двоюродные братья — Леонард Леонович (Лейбович) Габрилович (1868—1914), провизор и купец 1-й гильдии, вместе со старшим братом Максом Леоновичем Габриловичем, магистром фармации, владел Николаевской аптекой на улице Марата в Санкт-Петербурге)[7]; Иван Григорьевич Габрилович, врач.

## Сочинения
- 5 Klavierstucke, Op. 1
- No. 3 Valse lente (ca. 1897)
- Gavotte in D minor, Op. 2
- Compositions for the piano, Op. 3
- No. 1 Caprice Burlesque (ca 1901)
- No. 2 Mazurka Melancolique
- Theme varie pour piano, Op. 4
- Melodie, Op. 8, No.1
- La Czarina, Mazurka Russe (The Tsarina, Russian Mazurka)
- Three Songs Op. 11:
- No. 1 Good-bye (Christina Rossetti)
- No. 2 I love her gentle forehead (R. W. Gilder.)
- No. 3 The new day (R. W. Gilder.) (ca. 1917)
- Two Piano Pieces Op. 12
- No.1 Elegy
- No.2 Etude for the left hand